# ذات الكرسي A
ذات الكرسي أ (بالإنجليزية: Cassiopeia A ) هي بقايا مستعر أعظم في كوكبة ذات الكرسي وهو أكثر المصادر الراديوية سطوعًا خارج مجموعتنا الشمسية. وقد حدث هذا المستعر الأعظم على بعد حوالي 11000 سنة ضوئية في درب التبانة. ويصل قطر كرة المواد المتخلفة عن هذا المستعر الأعظم إلى حوالي 10 سنوات ضوئية.
ويعتقد أن أول ضوء من هذا الانفجار النجمي وصل الأرض منذ حوالي 300 سنة مضت، لكن لا توجد سجلات تاريخية عن أي رصد لهذا المستعر الأعظم، وربما بسبب الغبار بين النجوم الذي يمتص الأشعة الضوئية في طريقها إلى الأرض (على الرغم من أنه من المحتمل أن يكون قد رُصد على أنه النجم 3 ذات الكرسي على يد جون فلامستيد في 16 أغسطس 1680‏).
وذات الكرسي هي أقوى مصدر راديوي خارج المجموعة الشمسية, وكان من بين مصادر منفصلة الأولى التي يعثر عليها في عام 1947. وتم تحديده بصريًا في عام 1950.
يعتبر ذات الكرسي أ - ويسمى بالإنجليزية Cassiopeia A - احدث بقايا مستعر يحدث في مجرتنا، مجرة درب التبانة حتى اكتشاف بقايا مستعر آخر وهو G1.9+0.3.
الدراسات التي تمت بواسطة أجهزة MIPS الموجودة على تلسكوب هابل الفضائي أمكنها تصوير الأشعة تحت الحمراء الآتية من هذا المستعر الأعظم وتشير الدراسات إلى أنه مستعر أعظم نوع IIb . وبهذا تشير الدراسات أن ذات الكرسي أ عبارة عن بقايا مستعر أعظم ، سبقته مرحلة تمدد للنجم حتى أصبح عملاقا أحمرا وفقد طبقاته العليا الغنية بالهيدروجين أثناء الانفجار . 
عند رصده بواسطة مرصد تشاندرا الفضائي للأشعة السينية أمكن تحديد نقطة فيه بالقرب من مركز المستعر الأعظم تصدر أشعة إكس ، هذا المصدر أسماه العلماء G111.7-2.1 .
وتشير طيف الاشعة السينية التي حصل عليها العلماء إلى وجود نجم نيوتروني في تلك النقطة وعلى هذا النجم النيوتروني توجد بقعة قطبية عليه تصل درجة حرارتها 8و2 مليون كلفن ، تعمل على إصدار الأشعة السينية. 

## وصلات خارجية
- 3D visualisation of Cassiopeia A, BBC News.